# Smerige zaken
Smerige zaken is een Nederlands televisieprogramma dat wordt uitgezonden door SBS6.
Het programma wordt samengesteld en gepresenteerd door keurmeester Rob Geus. Rob Geus ook wel bekend van het televisieprogramma De Smaakpolitie en Drekwerk presenteert een nieuw televisieprogramma. In dit televisieprogramma gaat Rob Geus aan de hand van klachten van burgers langs bedrijven en gemeentes en de problemen aan de kaak stellen en samen te zoeken naar een oplossing.

## Seizoen 1 (2016)
| Aflevering | Datum        | Kijkcijfers | Inhoud |
| ---------- | ------------ | ----------- | --- |
| 1          | 22 mei 2016  | 785.000     | Rob Geus gaat langs een ziekenhuis waar de hygiëne uitermate slecht is. Verder gaat Rob Geus langs een Chinees restaurant in Amsterdam waar een klant kakkerlakken vond in haar afhaalmaaltijd.                                                                           |
| 2          | 29 mei 2016  | 648.000     | Rob Geus gaat langs een jongen die al twaalf jaar in de rommel woont in zijn huis. Verder gaat Rob Geus langs een hotel waar iemand geslapen heeft maar wakker werd met bedwantsen.                                                                                       |
| 3          | 5 juni 2016  | 573.000     | Rob Geus gaat langs een chinees restaurant waar veel klachten over het eten zijn. Verder gaat Rob Geus langs een bekende hotelketen in Nederland waar er nogal wat achterstallig onderhoud is en niet goed schoongemaakt wordt.                                           |
| 4          | 12 juni 2016 | 602.000     | Rob Geus gaat langs een bekende restaurant keten in Nederland waar de mensen ziek worden van het eten. Verder komt Rob in actie bij een speeltuin waar zand onder ligt. Er ligt namelijk heel veel kattenpoep waar kinderen in spelen waar heel veel toxoplasmose in zit. |